# Bunopithecus sericus
Bunopithecus sericus — монотиповий викопний вид приматів з роду Bunopithecus родини Гібонові. Його рештки були вперше виявлені в провінції Сичуань, Китай, в шарах  середнього плейстоцену.